# پت دالان
پت دالان (انگلیسی: Pat Dolan؛ زادهٔ ۲۰ سپتامبر ۱۹۶۷) بازیکن فوتبال اهل جمهوری ایرلند است.
از باشگاه‌هایی که در آن بازی کرده‌است می‌توان به باشگاه فوتبال آرسنال، باشگاه فوتبال والسال، باشگاه فوتبال هندون، و باشگاه فوتبال شامروک روورز اشاره کرد.
وی همچنین در تیم ملی فوتبال زیر ۲۱ سال جمهوری ایرلند بازی کرده‌است.